# Jean-Marie Joubert
Jean-Marie Joubert (* 9. Mai 1932 in Saint-Thomas-de-Cônac; † 22. August 2014 in Jonzac) war ein französischer Radrennfahrer.

## Sportliche Laufbahn
Joubert war im Bahnradsport und im Straßenradsport aktiv. 1948 begann er mit dem Radsport. Er war Teilnehmer der Olympischen Sommerspiele 1952 in Helsinki. In der Mannschaftsverfolgung wurde Frankreich mit Henri Andrieux, Pierre Michel, Jean-Marie Joubert und Claude Brugerolles Vierter. Er startete als Amateur für den Verein Athlétic Club de Boulogne-Billancourt. 
1955 gewann er zwei Etappen in der Ägypten-Rundfahrt. Von 1955 bis 1957 war er Berufsfahrer. Er blieb als Radprofi ohne Erfolge und wurde 1958 reamateurisiert.